# Ordine di Davide il Costruttore
L'Ordine di Davide il Costruttore è un'onorificenza della Georgia.

## Storia
L'Ordine è stato fondato il 24 dicembre 1992 e dedicato a Davide IV di Georgia.

## Assegnazione
L'Ordine è assegnato a civili, militari ed ecclesiastici per il loro immenso contributo al bene del Paese, per la lotta per l'indipendenza della Georgia e la sua rinascita e per un contributo significativo alla coesione sociale e la democrazia.

## Insegne
- Il nastro è bianco con una striscia centrale gialla circondata da due sottili strisce rossa.